# NGC 1257
NGC 1257 es una estrella doble situada en la dirección de la constelación de Perseo y fue descubierta por el astrónomo francés Guillaume Bigourdan en 1884. Posee una declinación de +41° 31' 46" y una ascensión recta de 3 horas, 16 minutos y 59,7 segundos.